# Turismo genealogico
Il turismo genealogico, i cui sinonimi sono turismo delle radici e turismo degli antenati, è una nicchia del turismo culturale. Può essere definito come «il complesso delle attività e delle organizzazioni relative a viaggi e soggiorni compiuti per ricercare l’origine, la discendenza e le tracce di famiglie e di stirpi, e per indagare i possibili legami di parentela, di affinità e di attinenza fra il turista, e altre persone, cose e territori».

## Descrizione
«Il turismo genealogico è perfettamente coerente con una delle tendenze più attuali del mercato, ossia usare il passato come una risorsa. […] Oggi sempre più questo sguardo indietro è lasciato a un percorso individuale, o a siti che lavorano per chi vuole mettere in ordine il proprio passato. E quindi il proprio presente».
I legami di parentela, di affinità e di attinenza costituiscono la base imprescindibile su cui si fonda la ricerca genealogica. L’attinenza è «il vincolo genealogico che intercorre fra una persona ed un'altra, che, pur non essendo un suo parente, è comunque collegata genealogicamente alla prima, mediante una serie continua di rapporti bilaterali di coniugio, di figliazione e di fratellanza»; nel gergo comune, è una relazione logica o di fatto, un rapporto di affinità, di funzione, di amicizia o di interdipendenza.
Il rapporto di attinenza va inteso in senso ampio: in primo luogo, come legame tra il turista e altre persone che non necessariamente gli sono legate da rapporti di parentela e affinità – possiamo ricomprendere tra gli attinenti anche i commilitoni, gli associati, i confratelli, e i compagni dell’università o del college. Secondariamente, con cose, territori, fotografie, diari, lettere e memoriali, con abitazioni e rovine, e con le mille strade della buona o della cattiva sorte che segnarono i destini dei loro avi.
Considerato che le ricerche genealogiche e quelle di storia familiare, tanto in senso stretto che in senso ampio, costituiscono un aspetto basilare del turismo genealogico, gli archivi rivestono un ruolo considerevole.
Alex Haley, forse il primo e anche uno dei più famosi turisti genealogici, racconta, nel suo best seller Radici, di essersi recato innumerevoli volte presso la Biblioteca del Congresso di Washington.
I musei sono per antonomasia depositari di memorie. Tra quelli che a noi qui preme menzionare: gli etnografici, gli ecomusei, talune collezioni fotografiche, i musei della guerra e dell’araldica, alcuni tra i musei dell’industria, i musei di storia locale e i musei dei cognomi. Un cognome può denotare tanto l’appartenenza a una famiglia, un vincolo parentale, quanto il legame con una nazione, o più ristrettamente con una regione, una comunità, un villaggio: nel mondo si tengono riunioni, anche di centinaia di persone, programmate per lo più a scadenze annuali, tra portatori dello stesso cognome, e non per forza legati da vincoli di sangue.
Biografi, storici della famiglia, cultori della storia locale, archivisti, mediatori culturali e naturalmente genealogisti costituiscono il capitale umano indispensabile alla costituzione di un’offerta adeguata alle necessità degli esigenti turisti genealogici.

## Origine e sviluppi
Il turismo genealogico fece la sua comparsa nella stessa epoca del turismo di massa, quando le vacanze diventarono un bene di consumo alla portata di tutti i ceti sociali. Dagli Stati Uniti gli afroamericani cominciarono a voler scoprire le loro origini africane, mentre i discendenti degli immigrati europei poterono permettersi traversate atlantiche di ritorno e più tardi gli stessi risvolti si ebbero per i migranti intra-europei. 
Il desiderio di ritrovare i propri antenati o le proprie "radici" è un fenomeno di vasta portata che investe l'intero mondo occidentale ed è da relazionare alla dissoluzione della coesione generazionale e allo sfilacciarsi di quelle narrazioni capaci di ricollocare l’individuo all’interno di una storia collettiva. Il rarefarsi della storia come patrimonio condiviso lascia lo spazio a percorsi individuali che cercano di mettere ordine nel passato ricollegandolo al presente. La perdita di continuità tra "vivi e morti" può essere riparata dalla ricerca genealogica seppur solamente a livello individuale. In un’intervista del 1995 Jean-François Revel denunciava l'ossessione memoriale in atto nella società europea che si manifestava in un eccesso di museificazione ed osservava che: «le nostre società si pensano come collezioni di individui di cui ciascuno detterebbe una memoria particolare che non sarebbe un riassunto o una flessione della memoria generale ma che varrebbe per la sua stessa singolarità». È una osservazione che dà senso al diffuso 'trend genealogico' in atto.
Sembrerebbe proprio che la ricerca dei luoghi e le ricostruzioni di alberi genealogici praticate negli archivi compensino una narrazione collettiva venuta a mancare. Una società che forse non si identifica più solamente nella rete dei poteri dislocati sul territorio dallo stato centrale e che invece cerca di affiancarvi un tessuto connettivo alternativo. È comunque un fenomeno positivo perché tende a riannodare i legami tra passato e presente prendendo le mosse dalla storia della propria famiglia che è poi il nucleo costitutivo fondamentale di ogni società. Se questa necessità viene poi espletata mettendo in campo metodologie fai-da-te, spesso improvvisate, spetta alle istituzioni pubbliche cogliere questi segnali e cercare di ricondurre questi nuovi patrimoni di storie individuali all'interno del patrimonio della collettività. 
La cultura genealogica appartiene per tradizione alle grandi famiglie della nobiltà feudale. La genealogia, per tutta l'età moderna e fino all'Ottocento, si è radicata soprattutto nella sfera degli interessi patrimoniali. Prove di ascendenza e discendenza venivano spesso prodotte nei processi ereditari per patrimoni acquistati, donati o giunti attraverso doti, fine suggello di accordi tra famiglie potenti o in corsa per il potere. I diritti successori in sostanza si fondavano su gerarchie parentali ordinate in un esteso sistema giuridico e di costume. Genealogisti e illustri avvocati erano ricercatissimi per la destrezza con cui si muovevano nei labirinti di norme e consuetudini ereditarie.

La ricerca di identità attraverso l'albero genealogico per le famiglie borghesi, per i ceti artigiani e per i nuclei di piccoli proprietari terrieri, di operai e braccianti, si è sviluppata in altro contesto e solo recentemente sembra aver acquisito un proprio ambito di diffusione. D’altra parte a gruppi sociali che si sono percepiti per secoli in una condizione storica di massa, di movimento o semplicemente di lontananza dal vertice della piramide sociale, non poteva corrispondere la rappresentazione genealogica appena descritta.
L'interesse per le origini è infatti un fenomeno degli ultimi trent’anni che si è espresso nella ricerca dei percorsi compiuti dai componenti di una famiglia piuttosto che nella ricognizione di un legame patrimoniale o di sangue con un leggendario antenato […] storia qui non significa conservazione e durata ma trasformazione di ampi settori della società, emancipazione da condizioni di povertà, superamento della secolare carenza di mezzi economici e intellettuali. Storia, quindi cesura, interruzione, o anche rottura dei legami con il passato e allontanamento delle generazioni più giovani dalle più vecchie.
L'avvento della comunicazione elettronica e la diffusione delle apparecchiature e delle conoscenze informatiche, facilitata anche dalla crescente scolarizzazione, hanno influenzato il nostro immaginario e il mondo in cui viviamo.
Nel 1996 venne messa online la rivista Altreitalie, la prima pubblicazione scientifica italiana ad essere distribuita in versione integrale e gratuitamente su internet. Questa rivista, specializzata sul tema delle migrazioni italiane, ha contribuito a modificare la percezione e le conoscenze dei migranti italiani e li ha informati sulla storia delle loro migrazioni e dei loro insediamenti. Fino all’anno 2000 sul portale della rivista erano anche disponibili le liste dei passeggeri italiani sbarcati, dal 1859 al 1920, nei porti di New York, Buenos Aires e Vittoria. 
I viaggi di ritorno al paese di origine, da sempre, costituiscono per i migranti e i loro figli un momento cruciale nella scoperta e costruzione della loro identità individuale e familiare. Per coloro che emigrarono oltreoceano nel Novecento, e in particolare per quelli che partirono dopo la seconda guerra mondiale, era prassi diffusamente consolidata effettuare la prima visita ai luoghi natii a dieci anni dalla partenza.
Il secondo viaggio di ritorno normalmente avveniva dopo altri dieci anni quando l'emigrato aveva creato il suo nucleo familiare e avvertiva l’esigenza di far conoscere ai propri figli il paese da cui provenivano. Il viaggio solitamente prevedeva la visita alle maggiori città d'arte — Firenze, Roma, Venezia ecc. — e proseguiva con la permanenza di alcune settimane nel paese d'origine, dando così modo ai figli di incontrare la 'radice' della famiglia rimasta in Italia. 
Il viaggio di ritorno rappresentava anche un momento di riscatto per l'emigrato che poteva dimostrare a se stesso e a chi non era emigrato sia il successo ottenuto, sia la validità della scelta di migrare.
Ovviamente le abitudini descritte si differenziano in base alle diverse esperienze migratorie perché sono determinanti sia il luogo sia il periodo storico in cui avvennero le partenze. Ad ogni modo, mantenere un legame con l'Italia è oggi molto più semplice che in passato. Viviamo in un mondo globalizzato in cui le distanze, grazie all’accessibilità ai voli low cost e all’avvento di Internet, si sono accorciate.

## Statistiche
Gli archivi oggi non sono più terreno esclusivo di ristrette élite di storici di professione, di laureandi e dottorandi in storia, intenti a raccogliere materiale per la stesura di saggi e tesi di laurea. Al contrario, sempre di più negli ultimi decenni il pubblico si è allargato a varie classi sociali ognuna con le proprie istanze di memoria e i propri bisogni identitari. 
I sondaggi lo dimostrano: secondo un’indagine svolta negli archivi britannici nel 2001 solamente il 5,5% degli utenti dichiarava che la visita era a scopo di ricerca accademica o affine, il 9,6% era attinente ad altre finalità di tipo professionale e addirittura l'82,3% affermava di svolgere ricerche per interesse personale o per hobby.
Un'ulteriore ricerca condotta l’anno successivo ha indagato in dettaglio gli scopi di questi utenti ed è emerso che tra essi ben il 71,8% svolgeva indagini di storia familiare. È un dato che conferma una tendenza in atto da tempo e cominciata a partire dagli anni Ottanta. Nel 1997 fu inaugurato a Londra il Family Records Centre che vide raddoppiare le presenze nel giro di tre anni. Per avere un'idea dell'affluenza in questo centro nel 2002 furono circa 300 000 i visitatori mentre nel 2005, grazie alla messa in rete di una grossa parte del patrimonio archivistico, scesero a 260 000. 
In Francia tra gli anni Settanta e la fine dei Novanta il numero degli utenti degli archivi nazionali e di quelli dipartimentali è quadruplicato, raggiungendo quota 200 000 a cui vanno aggiunti altri 100 000 genealogisti amatoriali che frequentano le sale dei vari archivi comunali. Un sondaggio effettuato nel 2003 ha confermato trattarsi di utenti per la maggior parte non legati a professioni: un 29% dichiarava di frequentare gli archivi nazionali per attività di studio scolastico e universitario, un altro 29% nel quadro di un’attività professionale inclusa la ricerca accademica e il 48% per motivi personali o per svago. Percentuale che sale al 56% fra il pubblico complessivo degli archivi comunali e dipartimentali, giungendo in questi ultimi fino al 62%. 
Negli Stati Uniti un sondaggio effettuato nel 2000 dava al 60% degli americani propensi ad effettuare delle ricerche genealogiche. Internet e l'informatica hanno rivoluzionato la genealogia. Negli USA si contano oltre due milioni di siti web pubblicati da "gruppi di amici" dei National Archives: la genealogia è uno tra i più popolari hobbies online. Il portale statunitense Ancestry.com che commercializza software per creare alberi genealogici e mappe delle migrazioni (graficamente simili agli alberi genealogici ma i rami familiari sono collegati in base alle date dei ricongiungimenti familiari e delle visite di ritorno) è nato nel 2004 e già il primo anno poteva vantare 1 500 000 di sottoscrittori paganti; Ancestry è una multinazionale e in Italia commercializza i suoi prodotti tramite il sito www.ancestry.it. I genealogisti hanno sfruttato a loro vantaggio la rivoluzione informatica per ricostruire le loro storie familiari, per informarsi sui loro loghi di origine e per prenotare i viaggi al fine di raggiungerli.
Per l'Italia non esistono statistiche precise ma il numero delle presenze nelle sale studio degli Archivi di Stato è passata da 78.000 nel decennio 1963-72, a 127 000 in quello successivo, a 200.000 circa nel decennio 1983-92. Nell'ultimo decennio, 1995-2004, si sono registrate 313.000 presenze.

## Diffusione: una panoramica
A seconda del luogo di partenza e della storia migratoria personale e familiare possiamo distinguere tra diversi tipi di turista genealogico: i discendenti degli immigrati di provenienza europea che ritornano nei luoghi d’origine in Europa; i discendenti dei primi emigranti che dall’Europa si recano sui luoghi di emigrazione dei loro avi nel nuovo mondo e anche quelli che seguono le rotte dai porti di imbarco ai porti di arrivo – ovviamente nel caso in cui i punti d’ingresso e controllo (come le hospedarias dell’America latina) siano stati conservati e vengano proposti nelle guide turistiche; gli emigranti che ritornano a visitare i paesi dove sono nati in veste di turisti perché non vogliono o non possono rientrare definitivamente.
Sul fronte “attivo”, cioè dei paesi che, segnati dalle emigrazioni di massa del XIX e XX secolo, hanno messo in campo politiche di turismo di ritorno, l’Irlanda è stato il primo. In effetti, l’Irlanda e altri Paesi europei – Germania, Polonia, Grecia, nazioni scandinavia e Paesi Bassi – hanno saputo approfittare, per il periodo 1993-1996, dei fondi europei destinati all’implementazione del turismo delle radici. Avviarono un progetto chiamato ‘Routes to the Roots’ il cui obiettivo comune era quello di alimentare e soddisfare la forte domanda identitaria formulata dai loro cittadini espatriati. Anche il Libano, cosciente delle possibilità economiche offerte dalla sua popolazione diasporica, ha ideato dei pacchetti turistici di una settimana e li ha indirizzati ai giovani discendenti degli emigrati libanesi. La risposta, pur in assenza di una strategia coordinata, è stata sbalorditiva e dopo la fine della guerra, nel 1990, il flusso turistico dall’Inghilterra, dall’America del Nord e dall’Australia è cresciuto di anno in anno.
Sul fronte “passivo”, ovvero dei paesi che hanno accolto gli immigrati, le Americhe costituiscono l’area di indagine più significativa sia in termini numerici sia perché le tendenze genealogiche in atto negli USA (e in parte anche in Canada) sono simili a quelle australiane e neozelandesi. 
Questi sono i criteri che seguiremo, nei prossimi paragrafi, per sviluppare il nostro discorso sul turismo delle radici.

### Americhe
Nel 1815 furono 2000 coloro i quali dall’Inghilterra emigrarono verso gli Stati Uniti. Il loro numero salì progressivamente fino a raggiungere nel 1830 quota 57.000. La carestia del 1846-1847, invece, portò negli Stati Uniti ben due milioni e mezzo di irlandesi. Il fallimento dei moti del 1848 provocò anche un’emigrazione in massa dei tedeschi: se nel 1847 ne erano sbarcarono 100.000, nel 1854 erano saliti al doppio. La scoperta dell’oro in California (1850), la colonizzazione del West e la precoce industrializzazione attirarono fra il 1850 ed il 1890 circa tredici milioni di stranieri di cui quasi il 90% europei. Alla fine dell’Ottocento la provenienza dei migranti cambiò: non più dai paesi nordoccidentali bensì da Russia, Austria-Ungheria e Italia. Oltre agli USA anche il Canada fu una destinazione privilegiata mentre verso l’America latina si orientarono soprattutto italiani, francesi, portoghesi e spagnoli. Se a questi dati aggiungiamo quelli impressionanti della diaspora cinese e quelli delle migrazioni interne appare evidente che le Americhe costituiscono un bacino potenzialmente enorme di turisti genealogici. 

#### USA
I baby boomers rappresentano un terzo della popolazione americana e oggi costituiscono all’incirca l’80% dell’intera popolazione compresa nella fascia d’età tra i 50 e i 74 anni. Una clientela perfetta per il turismo genealogico e che peraltro possiede una elevata alfabetizzazione informatica. Le ricerche genealogiche iniziano prevalentemente sul Web. I tre portali più visitati sono Rootsweb.com, USGenWeb.com e Ancestry.com. 
Ancestry è una multinazionale della ricerca genealogica con sedi presenti in Regno Unito, Canada, Australia, Germania, Francia Svezia, Messico e Italia. Il sito, ovviamente disponibile in moltissime lingue, consente di accedere a innumerevoli documenti, tra cui gli elenchi dei passeggeri sbarcati a Ellis Island, gli interi archivi digitalizzati e indicizzati del US Federal Census dal 1790 al 1940, un archivio per ricerche genetiche e un manuale con le tecniche migliori per ricostruire la storia della propria famiglia. Inserendo le informazioni che si hanno a disposizione su nonni e bisnonni, il database suggerisce in modo automatico documenti collegati, parentele probabili e avvisa se qualcun altro ha esperito ricerche sugli stessi nominativi, il tutto per $ 19.95 al mese. Inoltre da questo sito è possibile il collegamento con numerosi altri portali dello stesso gruppo aziendale e tra tutti spicca familitreemaker.com dal quale, al costo di $ 99, è possibile acquistare online un software per costruire il proprio albero genealogico4. Inoltre dal 2010 sponsorizza il talk show televisivo Who do You Think You Are? Un autentico successo di pubblico della NBC. Su questo palcoscenico negli anni sono apparse star dello spettacolo e numerosi VIP che hanno narrato dei loro viaggi alla ricerca delle origini. Nello stesso solco, ma rivolta alle etnie di colore, potremmo inserire il romanzo autobiografico del presidente Obama, I sogni di mio padre, in cui egli descrive il suo viaggio in Africa alla ricerca del villaggio di suo padre e i momenti di conoscenza con i cugini e gli altri parenti. Questi noti personaggi stanno fungendo da apripista al dilagare della cultura genealogica americana.
Family Search, la società genealogica dello Utah, è un’organizzazione senza scopo di lucro fondata nel 1894 dai membri della Chiesa di Gesù Cristo dei Santi degli Ultimi Giorni. La pratica genealogica è parte integrante del loro credo religioso. Collaborano con 200.000 volontari sparsi per il mondo e hanno raccolto i dati di oltre 10.000 archivi sparsi per il globo. Nel 2011 la Direzione Generale per gli Archivi (DGA), per iniziativa dell'allora Direttore Generale Luciano Scala, ha stipulato una convenzione per la creazione di quello che poi è diventato il Portale degli Antenati. Il sito rende disponibile il patrimonio documentario esistente negli Archivi di Stato. È uno strumento che consente di condurre ricerche anagrafiche e genealogiche, finalizzate alla ricostruzione della storia di famiglie e di persone, ma anche alla storia sociale in senso lato. Attraverso il Portale è infatti possibile sfogliare a video milioni e milioni di immagini di registri di anagrafe e di stato civile, trovare nomi di persona presenti negli atti, ottenere informazioni sulle fonti. Sono attualmente presenti sul portale più di 44.000.000 di immagini provenienti da 43 Archivi di Stato. Al fine di fotografare e pubblicare in formato digitale i registri anagrafici (atti di nascita, di matrimonio e di morte) dal 1802 al 1940, Family Search ha inviato in Italia 25 dei suoi operatori muniti delle più moderne tecnologie. La raccolta è ancora in corso. L’accordo con la DGA del Ministero dei Beni Culturali prevede che la conservazione dei dati in formato digitale spetta a Family Search la quale, in contropartita, si impegna a renderli fruibili online tramite il portale www.antenati.san.beniculturali.it. 
Tra i luoghi fisici la tappa più famosa è il museo dell’immigrazione di Ellis Island a New York, inaugurato nel 1990, dove, fin dal giorno della sua apertura, è possibile effettuare delle ricerche per via telematica2. 

#### Brasile
«Tra il 1875 e il 1935 si valuta siano entrati in Brasile circa 1,5 milioni di italiani, con un picco di maggiore intensità tra il 1880 e il 1930. Nonostante gli oriundi italiani in Brasile siano stimati in 23 milioni, le proposte turistiche di questa categoria in Italia (cfr. Ufficio Turismo del Brasile a Roma) o in Brasile, sono ancora rare». Non è stata organizzata un’offerta con prodotti specificamente riservati ai turisti genealogici italiani. 
Gli oriundi italiani sono stimati al 14% della popolazione totale del Brasile. Arrivarono in massa a partire dal 1875 soprattutto nel Rio Grande do Sul. Qui tra il 1875 e il 1914 giunsero tra gli 80.000 e i 100.000 italiani, provenienti soprattutto dalle province di Vicenza, Treviso, Verona e Belluno. Troppo spesso però l’insediamento italiano è quasi dimenticato. Italiana ad esempio è stata la colonizzazione della cittadina di Orleans nello stato di Santa Catarina, con il suo Museo dell’immigrazione, dove i ricordi italiani si mescolano a quelli di altre nazionalità europee. Nello stesso Stato, pure di origine italiana è Criciúma, 185.506 abitanti nel 2007, una delle città più ricche. Il suo nome non è italiano, ma è quello di una canna locale. Ma fu fondata nel 1880 da famiglie originarie delle province di Belluno, Udine, Vicenza e Treviso. Degna di nota l'iniziativa culturale Caminhos de Pedra.

### Europa
Immigrazioni interne e nuove immigrazioni da paesi esterni non producono, per il momento almeno, flussi di turismo genealogico tanto rilevanti quanto quelli provenienti da oltreoceano. Fra i molti flussi “alternativi” vanno menzionati quelli dei tedeschi verso la Lituania in visita alle terre da cui furono cacciate le loro famiglie; quelli degli emigrati rumeni che ritornano nella regione del Maramureç, nella stessa Romania, per fare vacanza; la stessa pratica la mettono in campo i marocchini europei che ritornano in patria da turisti perché là la vita costa meno; i Turchi residenti in Germania che vengono visitati dai loro parenti; infine quelli che dalla Francia riportano gli oriundi italiani nel nostro Paese e quelli degli italiani che si sono trasferiti per lavoro nel triangolo industriale e che durante le estati ritornano al Sud. Per intensità di turisti e di denaro nonché per strategia complessa di organizzazione il primato spetta, però, all’Irlanda e alla Scozia: questi i due casi che abbiamo deciso di esaminare.

#### Irlanda
Il mito del viaggio di ritorno in Irlanda è stato alimentato fin dagli anni Cinquanta da scrittori e cineasti del calibro di Sam Shepard, John Ford, Herman Boxer (regista: H. BOXER, The irish in me, USA, International Colour-Cudley Pictures 1959). Gli eroi di queste storie sono americani di origine irlandese di seconda, terza e quarta generazione che tra mille difficoltà affrontano la traversata atlantica per riavvicinarsi a una "casa originaria". Partono alla scoperta della loro identità, percorrono la terra dei loro antenati, rinforzano il loro senso di appartenenza e nell'ambito di quest’esperienza arricchiscono la propria “memoria”. I sentimenti espressi dai protagonisti di queste opere artistiche e letterarie, oggi, accomunano migliaia di viaggiatori anonimi ogni anno.
Nel 2003 l’ente del turismo irlandese ha verificato che la motivazione per l’8% delle persone che entravano nel Paese era visitare la terra degli antenati: un totale di 510.000 turisti. Un ulteriore 13% diceva di essere venuto per abbracciare parenti o amici. Circa il 21% dei turisti statunitensi dichiarava di essere giunto con il preciso intento di scoprire le proprie origini e di rinsaldare legami familiari e per gli australiani la percentuale è pressoché la stessa (il 20%). Possono sembrare cifre modeste. In un Paese di quattro milioni di abitanti, segnato da diversi secoli di emigrazione, l’espansione di questa forma di turismo è divenuta una delle priorità per l’attuale governo repubblicano socialista sia nell’ottica di diversificare le entrate economiche sia al fine di diffondere una propria versione della storia irlandese.
Nel 1921, all’indomani dell’indipendenza, l’Office of Arms, specializzato in ricerche genealogiche e in confezionamento di blasoni patronimici, fu letteralmente sommerso da lettere di discendenti di emigrati ansiosi di identificare il luogo di nascita dei loro antenati e i segni tangibili della loro appartenenza irlandese.
Nel 1952 il governo istituì il Bord Fàilte, ovvero l’ente del turismo, che iniziò a pubblicare la rivista Ireland of the welcomes dove già compaiono espressi inviti a visitare il Paese in quanto ‘terra degli antenati’ e ‘luogo di radicamento familiare’. Dai 43.000 turisti americani di origine irlandese del 1955 si raggiunge quota 80.000 nel 1960, grazie anche ad una serie di film sponsorizzati da Bord Fàilte e proiettati nei cinematografi americani. 
Alimentato da questa prima ondata, il turismo delle radici si istituzionalizza ancor di più verso la fine degli anni Ottanta. La crisi economica stava producendo disoccupati e nuovi possibili candidati all’emigrazione: il turismo delle radici fu un mezzo per diversificare le risorse locali e consolidare le relazioni Nord-Sud. Venne promossa una campagna promozionale a livello nazionale che incitava alla cultura genealogica. Dal 1990 al 1997 Mary Robinson, l’allora presidente della Repubblica, ha pronunciato ripetuti appelli in cui dichiarava il suo amore verso gli emigranti d’Irlanda e i loro discendenti, una massa diasporica di settanta milioni di persone. 
In sintonia con la politica del governo centrale e traendone vantaggio, l’ente del turismo sin da allora coordina tutta una serie di attività: ricerca genealogica presso archivi e biblioteche dove al servizio dell’utenza sono preposti degli esperti in genealogia; musei dell’emigrazione, primo fra tutti l’Ulster American Folk Park; altri eventi e proposte. 
Nel 2013 il Bord Fàilte unisce, sotto l’egida del governo, i propri sforzi con un altro ente, il Tourism Ireland: viene ideato il marchio The Gatering Ireland 2013 e vengono organizzati e promossi una serie di 5.000 eventi distribuiti nell’arco dell’intero anno. Per questa fastosa celebrazione della storia e della cultura genealogica irlandese vengono coinvolti numerosi piccoli gruppi di volontari, famiglie e comunità. Quell’anno furono 325.000 i turisti in più e produssero un utile netto pari a 170 milioni di euro6.
Le agenzie specializzate nel turismo genealogico prosperano. La famosa Lynott tours promette che in un mese analizzerà i documenti negli archivi e spedirà direttamente all’indirizzo dei clienti oltreoceano una relazione dettagliata e una mappa con i luoghi da visitare: il costo del servizio si aggira sugli 80 euro e viene offerta la possibilità di organizzare una vacanza totalmente su misura.

#### Scozia
I turisti genealogici scozzesi si distinguono dagli altri per il forte legame affettivo verso il clan: non una semplice ricerca genealogia della famiglia; inoltre, la motivazione principale risiede nell’obbligo morale di saldare un debito di riconoscenza verso gli antenati.
Nel 1999 il British Tourist Authority, l’equivalente del Ministero del turismo italiano, ha indetto una campagna promozionale focalizzata sulla cultura genealogica. Il messaggio era rivolto ai discendenti degli emigrati (e degli esiliati) e mirava ad invogliarli a celebrare l’avvento del nuovo millennio visitando la patria d’origine e riscoprendo le loro radici. Gli enti del turismo regionali in sintonia con la politica nazionale hanno promosso il loro specifico territorio indirizzandosi a target mirati. A livello locale sono nate iniziative volte a considerare la genealogia come parte del discorso turistico. Un esempio è il progetto di storia familiare Ayrshire and Arran Tourism Industry Forum’s. Si tratta di un gruppo di volontari fondato nel 1993 e che nel 1998 – diciotto mesi prima che il governo scozzese ponesse il turismo genealogico al centro della sua agenda di strategie economiche – a seguito di un suggerimento di un genealogista amatoriale, inizia una collaborazione con il settore pubblico al fine di sviluppare una serie di idee in merito al turismo genealogico. Fin da subito emerse il problema della mancanza di personale competente in questo specifico campo tra le file degli operatori turistici.
Venne costituito un comitato a composizione mista pubblica e privata in cui confluirono il direttivo del Ayrshire and Arran Tourism Industry Forum’s, i gruppi locali di appassionati di storia familiare, una società specializzata in ricerche genealogiche, delle biblioteche, l’Ente turismo regionale, l’Università del luogo e un esperto in storia locale. I due principali obiettivi individuati furono: verificare il livello di preparazione dei principali operatori turistici; quantificare la domanda di turismo genealogico per la zona di Ayrshire ed Arran. La metodologia per conseguire il primo obiettivo fu: un’indagine tramite call center sugli operatori turistici del posto; un ulteriore questionario da sottoporre questa volta ai taxisti (il primo punto di contatto dei turisti che visitano quest’area). Le investigazioni evidenziarono un gap informativo che venne colmato con le seguenti azioni: appositi foglietti informativi nei punti in cui venivano svolte le ricerche sugli antenati; un video per educare gli addetti alle pubbliche relazioni di queste strutture alle esigenze del nuovo pubblico; un portale web di storia familiare inserito all’interno del già esistente portale del turismo locale.
L’ente turismo della Scozia tenne conto dei risultati che scaturirono dalle indagini svolte da questo gruppo locale e, nell’anno 2000, stimando una domanda latente di ventotto milioni di individui con antenati scozzesi, delineò una nuova politica turistica basata sulle seguenti nicchie: golf, genealogia e cultura. Il governo scozzese proseguì la collaborazione con il comitato di Ayrshire ed insieme elaborarono un piano di marketing e una specifica strategia per il turismo genealogico. Nel 2001 venne incaricato un comitato di ricerca per verificare le stime dei potenziali turisti e il risultato fu che il bacino di utenza potenziale non era di ventotto bensì di circa cinquanta milioni di turisti distribuiti fra Stati Uniti, Canada, Nuova Zelanda, Australia e Sud Africa. Fu inoltre verificato che il 19% dei turisti provenienti dagli USA erano spinti ad intraprendere il viaggio con l’unico intento di riscoprire le proprie radici e la storia dei propri antenati.
Nel 2001 si formò una partnership di tre agenzie nazionali (Highlands and Islands Enterprise, Scottish Enterprise e Visit Scotland) che iniziò a mettere in atto le strategie pianificate e al cui vertice venne nominato un presidente, Marco Truffeli, affiancato da un manager per la promozione genealogica, designato da Visit Scotland. Venne confezionato un portale web particolarmente semplice e userfriendly, collegato al portale governativo dedicato all’emigrazione, www.scotaldspeople.gov.uk.
Il 24 gennaio 2002 fu lanciato live su un importante canale televisivo scozzese e in contemporanea a New York: testimonial dell’evento la top-model Kirsty Hume. Qualche mese più tardi il messaggio venne amplificato presso i telespettatori canadesi, australiani e neozelandesi. 
Nel quinquennio 2002-2006 l’accesso al sito è cresciuto con un tasso annuo del 500% e in ugual misura è aumentato l’orgoglio di appartenere all’identità scozzese. Dal 2002 il turismo degli antenati ha riportato in Patria circa 200.000 persone ogni anno. Si stima che la diaspora scozzese ammonti a circa 60.000.000 di individui. 
Nel 2009, in occasione del 250º anniversario della nascita di Robert Burns (un poeta scozzese), venne creato il programma Homecoming Scotland 2009 che attirò un surplus netto, rispetto alle annate precedenti, di 72.000 visitatori non scozzesi con una propensione di spesa di circa il 20% più elevata rispetto a quanto stimato in precedenza: un ritorno netto sull’investimento promozionale di 53,7 milioni di sterline. 
Nel 2014, per celebrare l’anniversario della battaglia di Bannockburn, si mise in campo il programma Homecoming Scotland 2014 che ebbe un surplus netto di 203.000 visitatori rispetto al 2009 con un ritorno netto sull’investimento effettuato di 101 milioni di sterline. Numerosi eventi arricchiscono eventi e da un ancestral tour, una visita «alle città e alle strade dove una volta camminavano gli antenati». Si propone anzitutto la ricerca del cognome (per verificare se si è connessi con uno dei grandi clan scozzesi), attraverso ad esempio Scotlands people, il sito ufficiale del governo, dove è possibile cercare date di nascita, morte, e censimenti dei propri antenati. Dopodiché si punta sull’offerta turistica vera e propria. 
Gli itinerari proposti comprendono sia la visita di “monumenti intenzionali” (siti legati alla “grande narrazione della storia scozzese), sia di monumenti “non intenzionali”, legati alla “piccola storia” familiare, come le tombe degli antenati nei cimiteri o le rovine delle vecchie abitazioni appartenute alla famiglia. Oltre ai luoghi connessi alla memoria del passato, questi viaggi possono prevedere anche momenti legati al presente e alla ricerca e all’incontro con lontani parenti di rami familiari rimasti nel paese d’origine: la scoperta di “nuovi cugini” è identificata come una delle massime aspirazioni e soddisfazioni dell’intero viaggio.

#### Italia
In Italia fino al 2018, a differenza dei paesi sin qui presi in esame, il turismo delle radici non è mai stato realmente preso in considerazione come oggetto di ricerca scientifica, né come una vera risorsa su cui investire, nonostante risultino numerose le persone che ogni anno si recano in Italia perché legate da rapporti di parentela o semplicemente ispirate dal desiderio di conoscere i luoghi in cui risiedono le proprie origini. Il fenomeno è stato oggetto di numerosi studi universitari e di tesi di laurea fino al 2018, anno in cui l'ENIT, in collaborazione il Ministero degli Affari Esteri e della Cooperazione Internazionale, istituirono un tavolo tecnico di confronto che oggi conta più di 350 componenti tra associazioni, enti promotori, attività commerciali ecc.
Le notizie apparse in questi ultimi anni sulla stampa, denotano un impegno istituzionale sempre crescente punteggiato da iniziative pregevoli quali quello del Ministero degli Affari Esteri e della Cooperazione Internazionale, inserita nell'ambito dei finanziamenti del PNRR denominata "Turismo delle Radici – Una Strategia Integrata per la ripresa del settore del Turismo nell’Italia post Covid-19", con la quale si sono avviati una serie di bandi pubblici volti a strutturare un impianto in grado di individuare i flussi, creare un'offerta valida per questo tipo di viaggiatori e creare nuova domanda. SOno stati nominati infatti una Coordinatrice Nazionale del Progetto (Marina Gabrieli) e 16 coordinatori regionali (Maximiliano Manzo per l'Abruzzo, Elvira S. De Giacomo per la Basilicata, Cristina Porcelli per la Calabria, Giuseppe Di Guglielmo per la Campania, Luca Genovese per il Lazio, Luca Bruschi per l'Emilia Romagna, Cristina Lambiase per il Friuli Venezia Giulia, Mariangela Dalfovo per la Liguria e la Toscana, Federica Mauri per la Lombardia, Costanza Travaglini per il Molise, Leonardo Romei per le Marche e l'Umbria, Pietro Pagella per il Piemonte e la Valle d'Aosta, Maurizio Giambalvo per la Sicilia, Attilio Ardito per la Puglia, Mario Paffi per la Sardegna, Loredana Flego per il Veneto e e il Trentino-Alto Adige). 
Il ‘turista delle radici’ che viaggia per la prima volta in Italia è interessato a visitare le principali città d’arte e le più rinomate attrazioni turistiche e ovviamente a conoscere il luogo in cui sono nati i suoi antenati, in cui farsi incantare dalle bellezze dell’Italia minore. 
Il Ministero degli Affari Esteri e della Cooperazione Internazionale individua 3 opportunità che questo fenomeno offre: 
- Risposta alla sfida digitale: Il Turismo delle Radici sfrutta canali innovativi, poiché la diffusione capillare delle informazioni e la ricerca dei documenti sulla storia familiare passerà dai siti web. Inoltre, gli amministratori dei piccoli borghi, i proprietari degli agriturismi, le famiglie attive nell’ospitalità diffusa possono utilizzare i social network per informare il turista delle radici.
- Ecosostenibilità: il turismo delle radici lascia indietro le mete toccate dai flussi turistici tradizionali, valorizzando aree meno conosciute e meno sviluppate dell’Italia, che possono così colmare il loro divario di crescita economica nel rispetto della propria natura rurale, in maniera ecosostenibile. La valorizzazione dei piccoli centri e delle campagne consente da un lato la ristrutturazione e il recupero di abitazioni e infrastrutture in disuso, dall’altro favorisce anche i fornitori di servizi e prodotti locali (su tutti, quelli eno-gastronomici). Il turista delle radici è «ambasciatore» dei territori che custodiscono la sua storia familiare (solitamente i piccoli borghi).
- Incentivo all’occupazione giovanile: l’operatore turistico specializzato in viaggi delle radici è una figura nuova: per garantire un’offerta turistica di livello, un importante obiettivo è quello di promuovere la formazione di operatori del turismo delle radici, in coordinamento con le amministrazioni centrali interessate, i centri accademici e di ricerca, gli enti locali, gli operatori economici del settore turistico e le associazioni attive sul territorio. In tal modo viene stimolata l’occupazione, in particolare quella giovanile, proprio in aree colpite da progressivo spopolamento, che sono quelle di predilezione per il turista delle radici.

## Impatto culturale
Le visite di ritorno rivestono un ruolo importante all’interno dell’esperienza migratoria e rappresentano un aspetto fondamentale della vita dell’emigrato. Abbracciare una tale prospettiva richiede la riconcettualizzazione di numerose nozioni legate allo studio dell’emigrazione, in particolare delle teorie sulla trasmissione culturale e sul rapporto tra identità, etnicità e territorio. Dunque, l’emigrazione non come processo che finisce con l’insediamento della prima generazione bensì come un intreccio di collegamenti e rapporti con il paese di origine che persistono dopo l’insediamento e che continuano ad influenzare le generazioni successive.
I viaggi di ritorno rimettono in discussione anche il concetto stesso di insediamento, se per insediamento s’intende l’esclusiva identificazione con il paese di adozione. Infatti, «è possibile dimostrare che gli emigrati che ritornano spesso al paese non sentono di appartenere a un unico territorio, ma si sentono leali verso entrambi. Questo è un problema che non si può spiegare con i paradigmi degli studi classici sull’emigrazione, giacché fa parte di un discourse sulla ricerca di una identità, riconosciuta come un bisogno psicologico dell’individuo».
Il turista delle radici vive un conflitto interiore fatto di amore e odio. Il paese presso cui si reca è pur sempre la sua patria ma il suo nucleo familiare più stretto vive nel paese adottivo. Il nuovo paese costituisce l’àncora della famiglia mentre l’antica patria è un luogo di memorie perdute: non si sente veramente a casa in nessuno dei due paesi e prova un conseguente senso di disorientamento. La continua identificazione con il paese di origine lo avvinghia in una spirale di nostalgia che lo fa ritornare. Per lui il focolare è un “fulcro” che si sposta di continuo senza fermarsi mai.
Che i ritorni avvengano per un sentimento di obbligo nei confronti della comunità originaria oppure per altri motivi di carattere personale, la continua spola tra i due paesi li rende simili ai pellegrini. Usando questa metafora, le visite di ritorno sono una specie di pellegrinaggio secolare, un rinnovamento culturale per la prima generazione e una trasformazione per le generazioni seguenti. Il paese nativo diventa una sorta di santuario laico, un punto di orientamento per la propria identità. 
La visita di ritorno, spesso annuale, è forse per l’emigrato il fattore integrativo della sua vita. Ne consegue che gli emigrati si sentono più a “casa” durante il viaggio tra le due “case”: il movimento migratorio tra due patrie di per sé crea un senso di patria. Per questo motivo, le visite al paese sono costitutive dell’identità dell’emigrato.
Le visite di ritorno degli emigrati di prima generazione e di quelle successive producono anche un impatto sull’identità di chi è rimasto, in particolare dei residenti che dialogano, ospitano e si confrontano con i turisti genealogici: entrare in contatto con altri modi di vivere l’identità nazionale, nel nostro caso l’italianità, fa subire anche a loro una deterritorializzazione dell’identità. Allo stesso tempo sono gli autoctoni, con il loro atteggiamento di accoglienza, a detenere il potere di far sentire i turisti parte della nazione visitata, una sorta di famiglia allargata. 
Alcuni studiosi sostengono la teoria che l’identità nella società contemporanea sia deterritorializzata e che questa sia la condizione della post-modernità. Altri in contrasto con questo punto di vista affermano che le culture appartengono fondamentalmente alle relazioni sociali e alle reti di tali relazioni: meno le persone stanno in un posto e più tenue diventa il legame tra cultura e territorio. Entrambe le tesi sono valide, a condizione che si interpreti il territorio anche come luogo dell’immaginario. Le identità diasporiche come quella dei turisti che discendono da antichi migranti sono per definizione deterritorializzate ma trovano radicamento nell’immaginario del territorio. Il territorio assume un'importanza centrale, e continua, per la costruzione dell’identità.
«L’identificazione delle realtà sociali, complesse e sovrapposte, che sono causa di problemi di identità per gli emigrati transnazionali contraddice le tendenze omogeneizzanti all’interno dei processi di globalizzazione». Ecco perché gli emigrati hanno l’impressione di non avere patria, di non appartenere né al paese natale né a quello elettivo. Appare chiaro adesso il perché la “patria” dell’emigrato può diventare un “fulcro” destabilizzato e causare un’identità deterritorializzata.
I significati di casa, focolare e patria – efficacemente sintetizzati dalla cultura anglosassone nel vocabolo home –, esistono nell’immaginario e vengono rielaborati attraverso le esperienze dei viaggi di ritorno e dei soggiorni al paese. Questo sentirsi a casa degli emigrati di prima o delle successive generazioni solamente mentre effettuano il viaggio – di andata verso quel santuario che è il paese natio, e di ritorno alla vita da pellegrini nella terra che li ospita – dipende più da un senso di appartenenza al luogo che dall’assenza di un territorio e forse sono i figli che li legano al territorio impedendo che diventino nomadi senza radici.

## Impatto economico
Secondo le stime dei Padri Scalabriniani gli oriundi italiani nel mondo sono ottanta milioni, di cui ventisette milioni in Brasile, venti milioni in Argentina, diciassette milioni negli Stati Uniti, più di un milione in Uruguay dove rappresentano il 35% del totale della popolazione ecc.
Conscia di queste cifre, l’ENIT, all’interno dei documenti di relazione annuale relativi a questi paesi, evidenzia le opportunità turistiche derivanti dal turismo di ritorno e suggerisce di considerare la possibilità di adottare opportune strategie per sfruttare questa risorsa. Forse, non è sufficiente che l’Italia punti a un generico turismo di ritorno; si dovrebbe invece puntare a un turismo genealogico comunicato in termini di ‘viaggio alle radici’ e imperniato sulla ricerca genealogica. 
In questo modo si potrebbero massimizzare e moltiplicare le ricadute economiche positive derivanti dalla propensione di questi turisti a viaggiare in periodi destagionalizzati, a spendere di più degli altri per acquistare prodotti locali, a soggiornare per periodi più lunghi, in controtendenza rispetto all’attuale concetto contemporaneo di vacanza city break: più soggiorni e meno durata. 
Il turismo genealogico non teme la concorrenza degli altri paesi. Chi attraversa l’oceano, magari dovendo attendere per ottenere un visto d’ingresso, probabilmente vorrà visitare le principali città d’arte degli altri stati ma saranno le città, i borghi, gli eventi, la moda, il design e la cultura popolare del territorio delle sue origini a catalizzarne l’attenzione. 
Le ricadute positive investono anche il paese di provenienza quando la comunicazione turistica viene diffusa tramite i media stranieri, oppure quando vengono stipulati accordi di cooperazione internazionale per le ricerche di archivio; ma è principalmente nel paese delle origini che si ottengono i maggiori benefici: le molte agenzie di viaggio in crisi, a causa del dilagare delle prenotazioni online, potrebbero riqualificarsi e proporsi per organizzare viaggi di turismo genealogico con assistenza in loco; nuove professioni di ‘operatore turistico di ritorno alle radici’ potrebbero nascere; i laureati, ad esempio in archivistica o in beni culturali potrebbero essere impiegati nelle mansioni di assistente alle ricerche genealogiche presso gli Archivi di Stato ed ecclesiastici.
Il maggior orgoglio identitario produrrà nel paese di residenza abituale una richiesta di prodotti provenienti dal ‘paese delle radici’ e una conseguente apertura di negozi, pub, ristoranti e di occupazione presso le associazioni culturali, gli enti che tutelano la lingua ecc.; e, in contropartita, l’aumento dell’export di prodotti tipici.

## Legislazione regionale italiana
La Regione Veneto con la Legge Regionale 2/2003, all’art. 12, prevede che l’amministrazione favorisca, mediante finanziamenti, l’organizzazione di soggiorni nella Regione di oriundi residenti all’estero. Sono finanziabili proposte di soggiorno di anziani di origine veneta residenti all’estero, al fine di dar loro l’occasione di conoscere i luoghi d’origine e rientrare nuovamente in contatto diretto con il territorio, la cultura, la società veneti. La Sardegna riserva agevolazioni economiche per i soggiorni dei nati in Sardegna residenti all’estero mentre in Abruzzo è stata avanzata una proposta similare ma destinata anche ai loro figli.

## Conclusioni
Il turismo delle radici, un turismo prevalentemente internazionale ma che si indirizza verso i centri minori e spesso sconosciuti, potrebbe favorire la nascita di nuove destinazioni e contribuire allo sviluppo economico di alcuni territori: incrementa il consumo di prodotti e l’utilizzo di infrastrutture e servizi locali; è un turismo sostenibile perché non invade aree in cui il turismo ha già un impatto notevole; al contrario, punta a valorizzare quei piccoli centri in cui la presenza di visitatori potrebbe innescare dei processi virtuosi di ripensamento del territorio che in questo caso verrebbe sottratto all’oblio e all’abbandono.